# 迎春樱桃
迎春樱桃（学名：Cerasus discoidea）为蔷薇科樱属的植物，为中国的特有植物。分布于中国大陆的浙江、安徽、江西等地，生长于海拔200米至1,100米的地区，见于山谷林中及溪边灌丛中，目前尚未由人工引种栽培。